# Mikonosuke Kawaishi
Mikonosuke o Mikinosuke Kawaishi (Ishikawa Masayuki 川石酒造之助) (Himeji, 1899 _ Le Plessis-Robinson, 30 de enero de 1967) fue un maestro de jujutsu y judo japonés, alcanzando en vida el 7º Dan, que impulsó el desarrollo del judo en Francia y gran parte de Europa. La aplicación del sistema de cinturones de colores asociados a diferentes grados de aprendizaje resultó un enfoque pedagógico muy eficaz para la promoción y el desarrollo de las artes marciales, en Europa. Luego, fue aplicado en casi todo el mundo partiendo de otras artes marciales y deportes de combate. En forma póstuma la Fédération Française de Judo et de jiu-jitsu le concedió el 10º Dan.

## Biografía

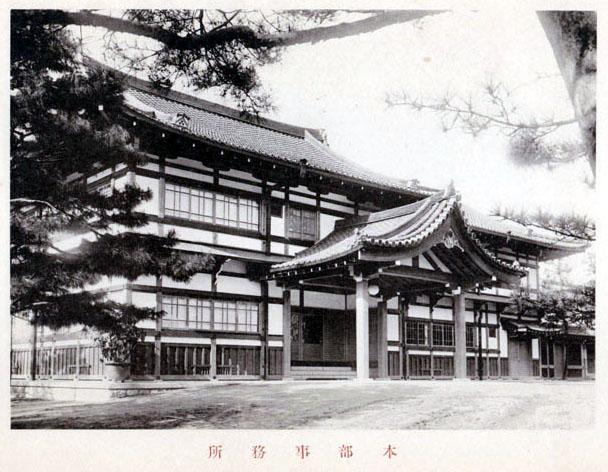
Dai Nihon Butokukai en 1900, asociación donde empezó a practicar en su niñez Mikonosuke Kawaishi.

Mikonosuke Kawaishi nació en Himeji población cercana a Kōbe en la Prefectura de Hyōgo. Comenzó a practicar a los ocho años y aprendió Jujutsu en el Dai Nihon Butokukai (Gran Asociación Japonesa de Artes Marciales) de Kioto para continuar sus estudios posteriormente en la Universidad de Waseda en Tokio durante 5 años y luego un año adicional en el Kodokan.
A mediados de 1920 viajó de Japón a los Estados Unidos de Norteamérica y enseñó en Nueva York y San Diego. En 1928 llega a Inglaterra y fundó un Club de Jiu-Jitsu en Liverpool, donde dio clases de Jiu-jitsu y además para completar sus magros ingresos participó en la lucha libre profesional bajo el nombre Matsuda. 
En 1931 se trasladó a Londres y estableció el Club de Judo anglo-japonés y enseñó judo en la Universidad de Oxford. En esta época obtuvo su tercer Dan de parte del maestro y fundador del Judo, Jigorō Kanō. Era aún costumbre en esa época que se le reconociera a los instructores de Jiu-Jitsu un grado dentro de la estructura del Judo Kōdōkan de Jigorō Kanō para convencerlos de integrarse a la promoción del nuevo deporte.

En 1935 Kawaishi se traslada a París, en ese momento ya era cuarto Dan en Judo, inicialmente enseña Ju-Jitsu en el Club israélita, dirigido por Mirkin, pero pronto abre su propio club de Judo, el club Franco-Japonais. Se otorgan los  primeros cinturones negros en Francia, entre ellos a su alumno Georges London. 

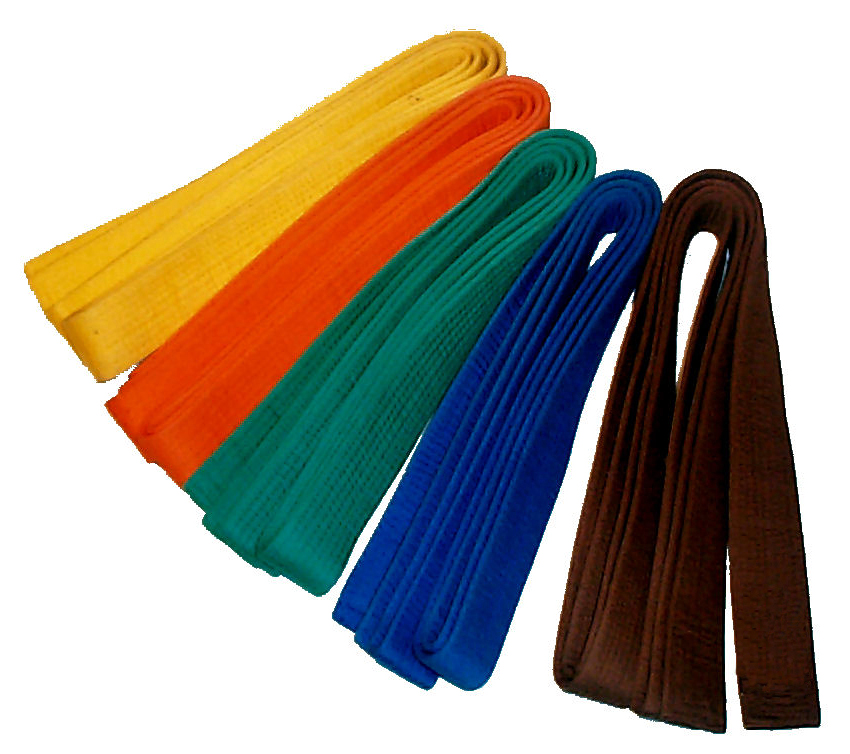
Grados de Judo y Karate por cinturones de colores o grados (Kyu)

| Cinturones negros | fecha      |
| COTTREAU Maurice  | 4/20/1939  |
| DE HERDT Jean     | 6/12/1940  |
| BONET-MAURY Paul  | 3/26/1942  |
| ANDRIVET Jean     | 6/25/1942  |
| PIQUEMAL Roger    | 6/25/1942  |
| LAGLAINE Jacques  | 6/25/1942  |
| PELLETIER Guy     | 11/1/1942  |
| BEAUJEAN Jean     | 11/26/1942 |
| LENORMAND Robert  | 3/25/1943  |
| LOUFTI            | 3/25/1943  |
| LONDON Georges    | 4/1/1943   |
| GUILLAUME         | 4/1/1943   |
| MERCIER André     | 7/20/1943  |
| PORTIER Jean      | 7/20/1943  |
| GERBAUD Hervé     | 7/20/1943  |
| LAMOTTE Manus     | 7/20/1943  |
| TOPIN Marcel      | 7/20/1943  |
| GIRAUD Jean       | 7/20/1943  |
| LEROUX            | 11/15/1943 |

## Desarrollo del Judo Francés
Durante la Segunda Guerra Mundial (1939- 1945) se frena el desarrollo del Judo Francés, por lo que el maestro Kawaishi regresa al Japón siendo capturado en Manchuria. Entretanto su alumno Moshé Feldenkrais mantiene una organización nacional en la sección de la  Fédération Française de Lutte y al terminar la guerra se abren en Francia varios clubes de Judo, el Club St Honoré con Georges London, el Opéra con Lamotte, el Cercle Sportif con Mercier y Andriret, el St Martin con Papier y el JC Nanterre con Herdot. 
En 1948 el maestro Kawaishi regresa a Francia con un grado de 7º Dan y funda la Fédération Française de Judo et Ju-Jitsu (F.F.J.J.) ahora independiente de la F.F.L (Federación Francesa de Lucha) y en 1947 se funda el Collège des Ceintures Noires de France (C.C.N.F) cuya relación con la F.F.J.J. es desde el comienzo tensa. En 1950 llega su asistente Sensei Shozo Awazu y la F.F.J.J. se integra en el Comité National des Sports, poco después llega Sensei Mochizuki.
En 1952 dos cinturones negros (Beaujan y Duchêne) vuelven de Japón en donde estuvieron entrenando por dos años en el Kodokan y plantean en el seno del Colegio de C.N. que el método de Kawaishi les parece anticuado. Inmediatamente Kawaishi sanciona a Beaujan y Duchêne retirándoles sus cinturones negros pero su acción no es aceptada por la C.C.N. y J.L. Jazarin presidente de la C.C.N y vicepresidente de la Federación dimisiona de esta última. El incidente que representa la ruptura entre el organismo administrativo y el que forma los profesores representa es el primero de muchos conflictos que se avecinan. Mientras los maestros Awazu y Minoru Mochizuki se alinean inmediatamente con Kawaishi y otro maestro japonés de Judo, el maestro Ichiro Abe quien no toma una posición clara y abre el Dojo Shodokan en la ciudad de Toulouse comenzando a enseñar Judo sobre las bases del Kodokan.

## Conflictos
La unidad del Judo francés se vio comprometida pues cada vez eran más los franceses cinturones negros que se dirigían al Japón a completar su formación así como los maestros japoneses que iban a enseñar a Francia. Continuamente nacen organizaciones nuevas de Judo y Jui- jitsu, conformadas por cinturones negros que abandonan la federación nacional o de organizaciones rivales de la F.F.J.J.J. así como sindicatos de profesores. Surge la oposición entre los fieles al «método Kawaishi» y los partidarios del «Judo Kodokan» o Judo deporte que crean en el 1954 la Union Fédérale Française des Amateurs de Technique Kodokan  U.F.F.A.J.K., inmediatamente organizan entrenamientos y encuentros técnicos y realizan pasajes de grado separados de la Federación. La U.F.F.A.J.K. y la  F.F.J.J.J. se unifican en 1956 en una institución única: la Fédération Française de Judo et Disciplines Assimilées (F.F.J.D.A.) pero los conflictos no terminan con ello.
El Collège des Ceintures Noires de France que se considera guardián de las tradiciones y la ética de las artes marciales se opone firmemente a la determinación del Comité Director de la nueva F.F.J.D.A. de controlar en forma exclusiva los pasajes de grado. En 1957 en Asamblea General declaran la decisión de la F.F.J.D.A. en ese sentido sin valor y deciden certificar los pasajes de grado propuestos por un maestro de grado adecuado. 
El 30 de junio de 1959 se realiza un examen para cinturones negros tomado por Sensei Haku Michigami (7 dan); el evento es certificado por la C.C.N. pero la F.F.J.D.A suspende a los 18 cinturones negros franceses involucrados, por seis meses. La reacción del C.C.N representa una verdadera división federativa y ocurre la fundación de la Fédération Nationale de Judo Traditionnel (F.N.J.T.). Recién en 1971 con el protocolo de acuerdo entre la F.F.J.D.A. y la F.N.J.T. supuestamente se pone fin a ese conflicto; pero sin embargo, a pesar de ello las dos corrientes se han mantenido enfrentadas con los años.

## Método Kawaishi
El maestro Kawaishi creía que simplemente trasplantar los mismos métodos de enseñanza japoneses en occidente no era lo más apropiado. Por eso desarrolló un estilo intuitivo de enseñanza y una organización estructurada de las técnicas que se adaptaba mejor a los occidentales con una evolución graduada en niveles o (Kyu) relacionados con colores en los cinturones. Esto parece haber dado buenos resultados en Francia en su momento y en el rápido crecimiento del Judo pero después de la Segunda Guerra Mundial y en los 50 años posteriores; el Kodokan, con un enfoque cada vez más dirigido hacia la faceta deportiva del Judo, no solo prohíbe varias técnicas relacionadas con el Jiu-jitsu y la defensa personal, durante los torneos o shiai, sino que las elimina del plan de estudios. El maestro Kawaishi insiste en preservar enseñar y practicar esas técnicas lo que da lugar a una polémica, sus adversarios afirman que se aparta del espíritu del Judo Kodokan, mientras que sus seguidores consideran que su enfoque es más cercano a las enseñanzas del Jiu-Jitsu tradicional. 

El maestro Kawaishi adjudicaba un gran énfasis en la formación tradicional basada en los katas, por ello fue el que presentó el Kata de Kyuzo Mifune Gonosen No Kata en Europa y su propia versión de Go No Kata, escribió el libro Siete Katas de Judo. Gonosen No Kata es casi desconocido en el resto del mundo, pero bastante bien distribuido en Europa, gracias a Kawaishi y a las lecciones de Gonji Koizumi. 
El Shihan Kawaishi falleció en Francia el 30 de enero de 1969 y descansa en el cementerio de Plessis-Robinson. Su hijo mayor, Norikazu Kawaishi sigue viviendo y continúa siendo profesor de Judo y Jiu-jitsu en Francia.

## Obras de Kawaishi
- Méthode de Judo Kawaishi, 296 pages, Éd. Cario, 1956
- Mi método de Defensa Personal, 220 páginas, Éd. Bruguera, 1969
- Enchainements et contreprises du Judo debout, 158 pages, Éd. Publi-Judo, 1959
- Ma méthode secrète de judo, 199 pages, Adaptado por Bouthinon André, 1960 et 1964
- Les Katas complets du Judo, 300 pages, Éd. Chiron, 1967 (Traducción  al inglés: The Complete 7 Katas of Judo, 208 pages, Overlook, Londres, 1982 — ISBN 0-87951-156-7